# International Data Group
International Data Group (IDG) es una editora especializada en publicaciones técnicas, eventos y páginas webs sobre tecnologías de la información. IDG se fundó en 1964 en Boston, Estados Unidos, de la mano de Patrick Joseph McGovern. En España se fundó en 1981, siendo PC World y Computerworld dos de sus cabeceras más exitosas. 
IDG publica un total de 300 revistas en 85 países y está organizada en seis líneas de producción globales: Computerworld/InfoWorld, CIO, Macworld, Network World, Games (GameStar y GamePro) y PC World, del que ya han aparecido 175 ediciones. Patrick McGovern fue de conforma continua propietario y presidente de IDG hasta su fallecimiento en 2014.
La editorial tiene por principal característica la plantilla de reporteros y editores especializados en Tecnologías de Información. Sus artículos más especializados hablan sobre la tecnología que realmente se implementa en las empresas por voces de sus Directivos de Sistemas, CIOs e IT Managers.